# رايموندو دياز باتشيكو
رايموندو دياز باتشيكو (بالإنجليزية: Raimundo Díaz Pacheco) هو سياسي أمريكي، ولد في 1906 في الولايات المتحدة، وتوفي في 30 أكتوبر 1950 بسان خوان في الولايات المتحدة. حزبياً، نشط في الحزب الوطني البورتوريكي ‏.